# Folyami fiallócsiga
A folyami fiallócsiga (Viviparus acerosus) a Duna vízgyűjtőjében honos vízicsigafaj, mely Magyarországon is él. A csigák (Gastropoda) osztályának az Architaenioglossa rendjébe, ezen belül a Viviparidae (elevenszülő csigák) családjába tartozó faj.

## Előfordulása
A Duna, a Dnyeper, az Észak-Dvina, illetve a Daugava folyók vizeiben őshonos. Tehát Ausztria, Bosznia és Hercegovina, Bulgária, Horvátország, Csehország, Németország, Magyarország, Románia, Szerbia, Szlovákia és Ukrajna vizeiben. Görögország ugyan nem tartozik a Duna vízgyűjtőéhez, de itt is elterjedt, őshonos faj, állománya növekvőben van. Hollandiában és a Bodeni-tóban inváziós fajként is megjelent a 20. század legvégén.

## Megjelenése
A csigaház 30-35 milliméter magas, amellyel Magyarország egyik legnagyobb vízicsigája, szélessége 23-37 milliméter, kanyarulatainak a száma 4 és 5 között lehet. A héj vékony és zöldesbarna színű, melyen általában 3 vörösesbarna csík látható. A kanyarulatok alakja a szájadékkal megegyezik, emiatt a végénél hegyes a csigaház.

## Életmódja
A lassú folyású vizek, holtágak és tavak iszapos fenekén a fejének ormányra hasonlító nyúlványával táplálékot keres az iszapban. Tápláléka különféle férgekből és növényi törmelékből áll.
Petéi az anyai szervezetben megérnek, peterakás során már elevenen jönnek a világra a jellemzően fél centiméteres kiscsigák. A hímek háza hosszabb, a nőstényeké szélesebb.

## Veszélyeztetettsége és felhasználása
Nem védett faj, a legnagyobb veszélyt számukra a vízszennyezés és a gátak építése jelenti.
Ritkán akváriumok lakója, másra nem használják.